# Batgirl
Batgirl, i Sverige tidigare känd som Läderlappsflickan, är en seriefigur. Det har funnits flera olika Batgirl och vad de har haft gemensamt förutom namnet är att de alla har hjälpt Batman.
Den första Batgirl var Betty Kane, niece till Kathy Kane som då var Batwoman.
Nästa person att kalla sig Batgirl var Barbara Gordon, Jim Gordons dotter, men efter att ha blivit skjuten i magen av Jokern i serien Batman: The Killing Joke blev hon förlamad i benen. Istället fortsatte hon att bekämpa brott som datorsnillet Oracle.
1998 tog kvinnan Helena Bertinelli upp rollen som Batgirl, också känd som Huntress. Hennes roll som Batgirl blev dock inte långvarig då Batman i slutet av historien No Man's Land tar ifrån henne hennes epitet och dräkten, vilket gör att hon återgår till sitt förra alias, Huntress.
Kort därefter, 1999, tog Cassandra Cain upp rollen som Batgirl, dotter till kampsportsmästarinnan Lady Shiva. Dock blev Cassandra som sin mor, en brottsling 2006, och också den första att bli en brottslig version av Batgirl. Det visar sig dock att Deathstroke har lyckats droga Cassandra vilket gjort henne ond. När hon med hjälp av Teen Titans slutar få drogerna blir hon god igen.
2009, efter Bruce Waynes död, tappade Cassandra inspirationen att vara Batgirl och gav sin kostym till Stephanie Brown som tidigare var Spoiler, och även varit Robin ett kort tag.
Sedan 2011 är det dock återigen Barbara Gordon som är Batgirl, då hon fått sina ben läkta med kirurgi.